# Groß Niendorf (Mecklenburg)
Groß Niendorf is een ortsteil van de Duitse gemeente Zölkow in de deelstaat Mecklenburg-Voor-Pommeren. Op 1 januari 2012 werd de tot dan toe zelfstandige gemeente Groß Niendorf onderdeel van Zölkow.

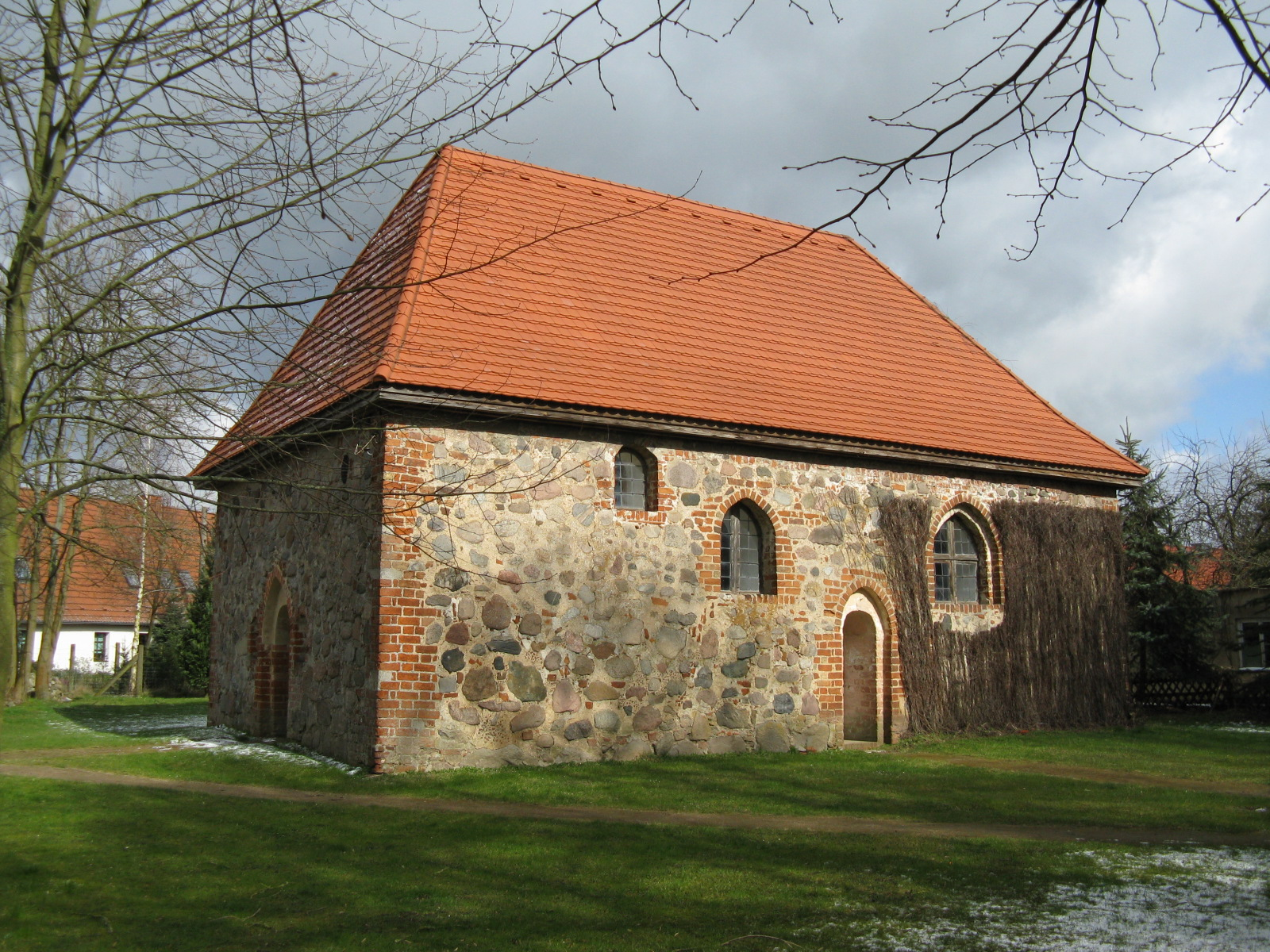
Kerk in Groß Niendorf